# Super Mario Maker
Super Mario Maker (スーパーマリオメーカー Sūpā Mario Mēkā?) är en sidskrollande plattformsspel och är utvecklat och utgivet av Nintendo. Spelet släpptes i september år 2015 till Wii U och i december år 2016 till Nintendo 3DS.
I spelet kan spelaren skapa sina egna banor utifrån material ur olika sorters Super Mario-spel; Super Mario Bros. (1985), Super Mario Bros. 3 (1988), Super Mario World (1991), och New Super Mario Bros. U (2012). Skapade banor kan sedan delas med resten av världen via Internet, där spelaren kan hitta andra spelares banor som kan laddas ned och spelas.

## Mottagande
| Mottagande      | Mottagande    |
| Samlingsbetyg   | Samlingsbetyg |
| Tjänst          | Betyg         |
| --------------- | ------------- |
| Gamerankings    | 89.41 %       |
| Metacritic      | 88/100        |
| Recensionsbetyg |               |
| Publikation     | Betyg         |
| Destructoid     | 8/10          |
| FZ              | 4/5           |
| Gamereactor     | 10/10         |
| IGN Sverige     | 9/10          |
| Polygon         | 9,5/10        |
| Nöjesbladet     | 5/5           |